# Bill Frank Whitten

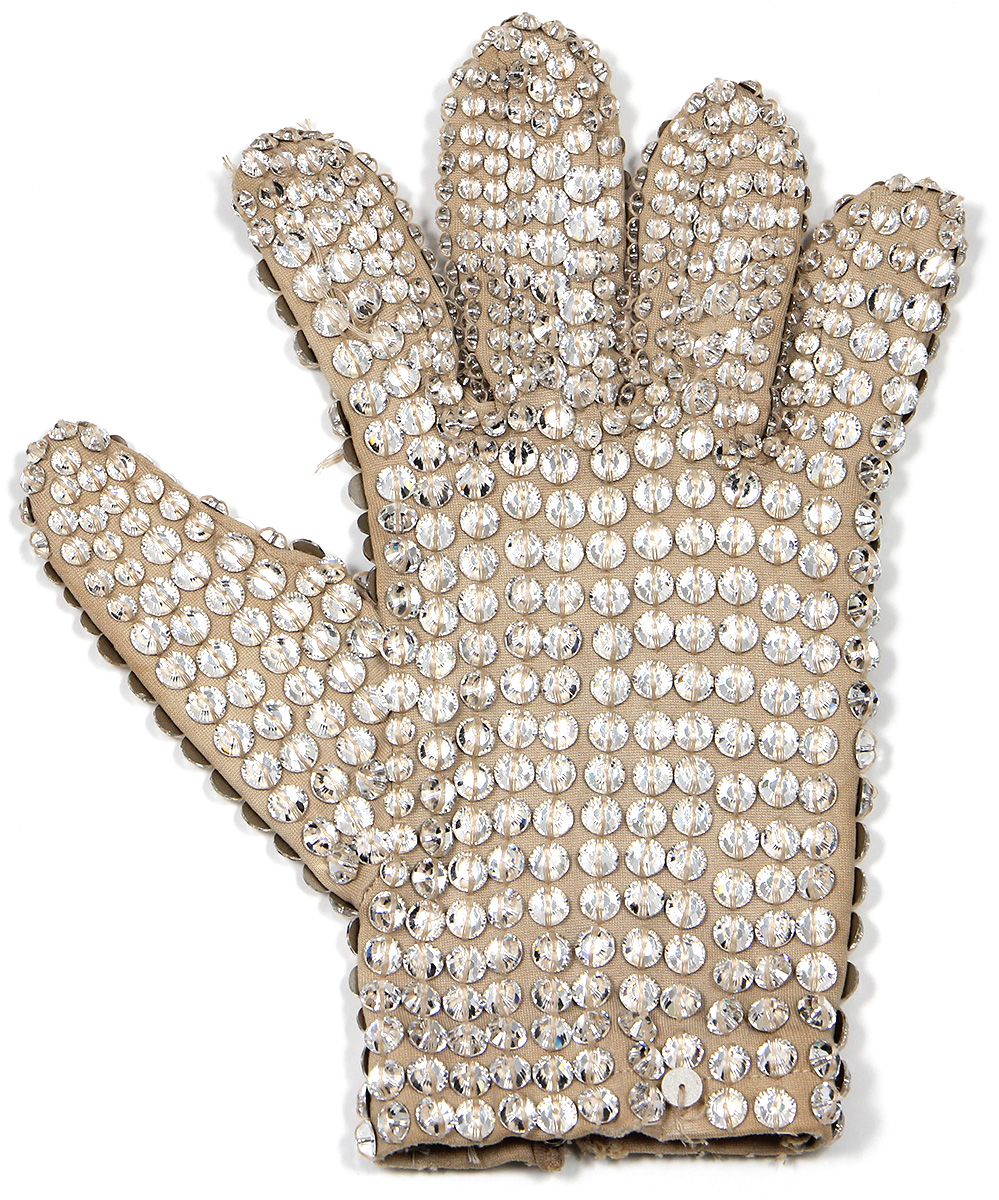
Gant utilisé par Michael Jackson lors du Victory Tour de 1984.

Bill Frank Whitten (4 octobre 1944 - 8 avril 2006) est un créateur de mode hollywoodien qui conçoit des vêtements de scène et de la mode haut de gamme pour les musiciens et les célébrités.
En 1974, la boutique d'habits sur mesure de Whitten à West Hollywood, Workroom 27, est découverte par Neil Diamond qui devient un défenseur des vêtements sur mesure de Whitten. Au plus fort de son activité, Whitten possède une usine de 50 employés qui fabrique des vêtements de scène pour 20 groupes, dont les Commodores, les Jacksons et Edgar Winter.
Il est célèbre pour avoir réalisé le célèbre gant de Michael Jackson, ainsi que ses chaussettes incrustées de cristaux.
En 1990, il ouvre un magasin, Bill Whitten, sur Melrose Avenue.
Bill Whitten est décédé d'un cancer le 8 avril 2006 et est enterré à Los Angeles, en Californie. Il est le frère de l'artiste Jack Whitten.